# North Inlet Trail
Le North Inlet Trail est un sentier de randonnée américain dans le comté de Grand, au Colorado. Protégé au sein du parc national de Rocky Mountain, il est lui-même inscrit au Registre national des lieux historiques depuis le 5 mars 2008.